# Studebaker Lark

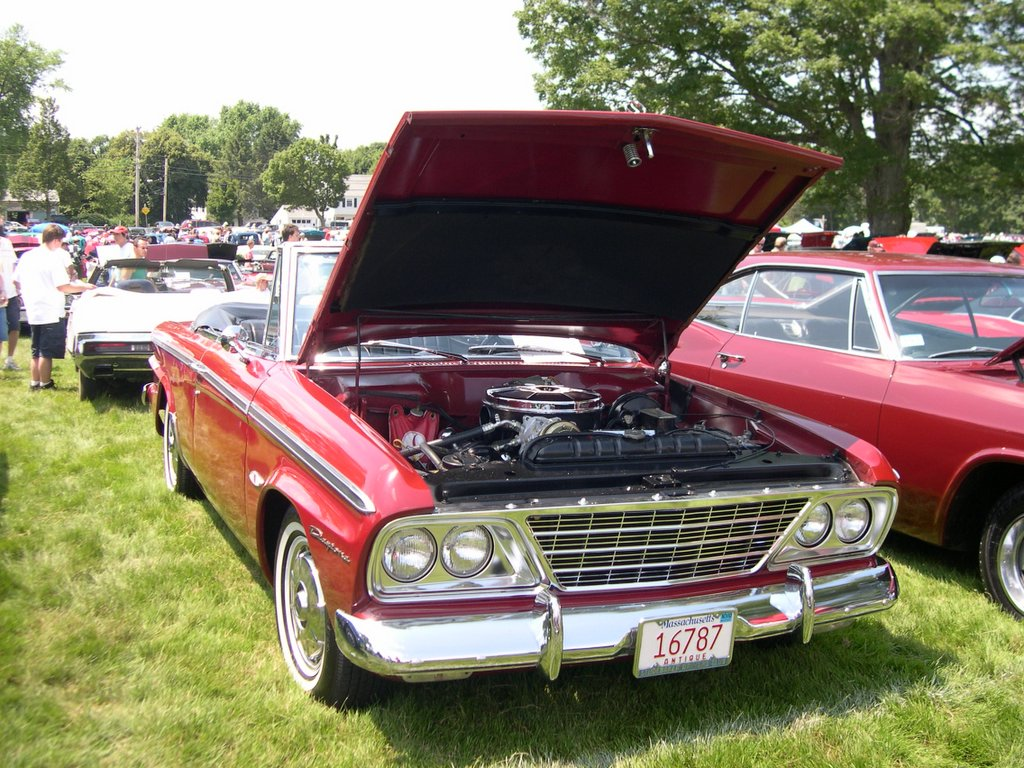
Studebaker Daytona från 1965.

Studebaker Lark är en amerikansk bil i mellanklassen tillverkad av Studebaker åren 1959-1966.
Lark baserades på de mera fullstora sedanerna från 1953-1958 och togs fram på rekordkort tid. Utrymmena inuti var nästan oförändrade trots att 80-90 cm skalats av i front och akter. Resultatet blev en bil med lite avhugget utseende med typisk "storbilsteknik" , byggd på separat ram och med stora motorer, sexor och V-åttor. Prestanda och bensinförbrukning blev mycket bra på de åttacylindriga bilarna, de sexcylindriga blev väl motorsvaga.
1959 såldes två och fyrdörrars sedaner och en stationsvagn med två dörrar samt en hardtop, alltså en kupé utan sidostolpe.
De sålde bra och gav vinst åt biltillverkningen, den första på flera år. 1960 introducerades fler modeller, en stationsvagn med fyra dörrar och en cabrioletmodell, i övrigt ändrades bilarna inte mycket men försäljningen gick ner när de amerikanska biljättarna släppte egna kompakter, Ford Falcon, Chevrolet Corvair, och Chrysler Valiant. 1961 ändrades karossen något och en sexa med toppventiler ersatte den ålderdomliga sidventilsmotorn. En lyxigare, längre sedan med namnet Cruiser tillkom också detta år.  1962-1963 växte alla modeller i längd och hjulbas och starkare motorer blev tillval, en "super lark" från 1963 kunde accelerera till hundra km per timme under sju sekunder med 290 hk motor.
Karossen ändrades igen 1964 och Lark-namnet försvann, bilen var nu vad vi idag tycker är en stor bil, nästan fem meter lång och knubbigheten var utbytt mot rakskurna linjer, en formgivning som verkar ha influerat Volvo 144 några år senare.